# Svetlana Bábushkina
Svetlana Vladímirovna Bábushkina –en ruso, Светлана Владимировна Бабушкина– (Briansk, 15 de febrero de 1992) es una deportista rusa que compitió en lucha libre. Ganó una medalla de bronce en el Campeonato Europeo de Lucha de 2013, en la categoría de 67 kg.

## Palmarés internacional
| Campeonato Europeo | Campeonato Europeo | Campeonato Europeo | Campeonato Europeo |
| Año                | Lugar              | Medalla            | Categoría          |
| ------------------ | ------------------ | ------------------ | ------------------ |
| 2013               | Tiflis (Georgia)   | Medalla de bronce  | 67 kg              |